# Bläcktjärnen (Holmedals socken, Värmland)
Bläcktjärnen är en sjö i Årjängs kommun i Värmland och ingår i Göta älvs huvudavrinningsområde.